# Minturnae
Minturnae est une ville romaine antique, ancien port et centre commercial important. 
Le site archéologique de Minturnae se trouve à proximité de la ville moderne de Minturno, dans la province de Latina, dans la région du Latium.

## Histoire

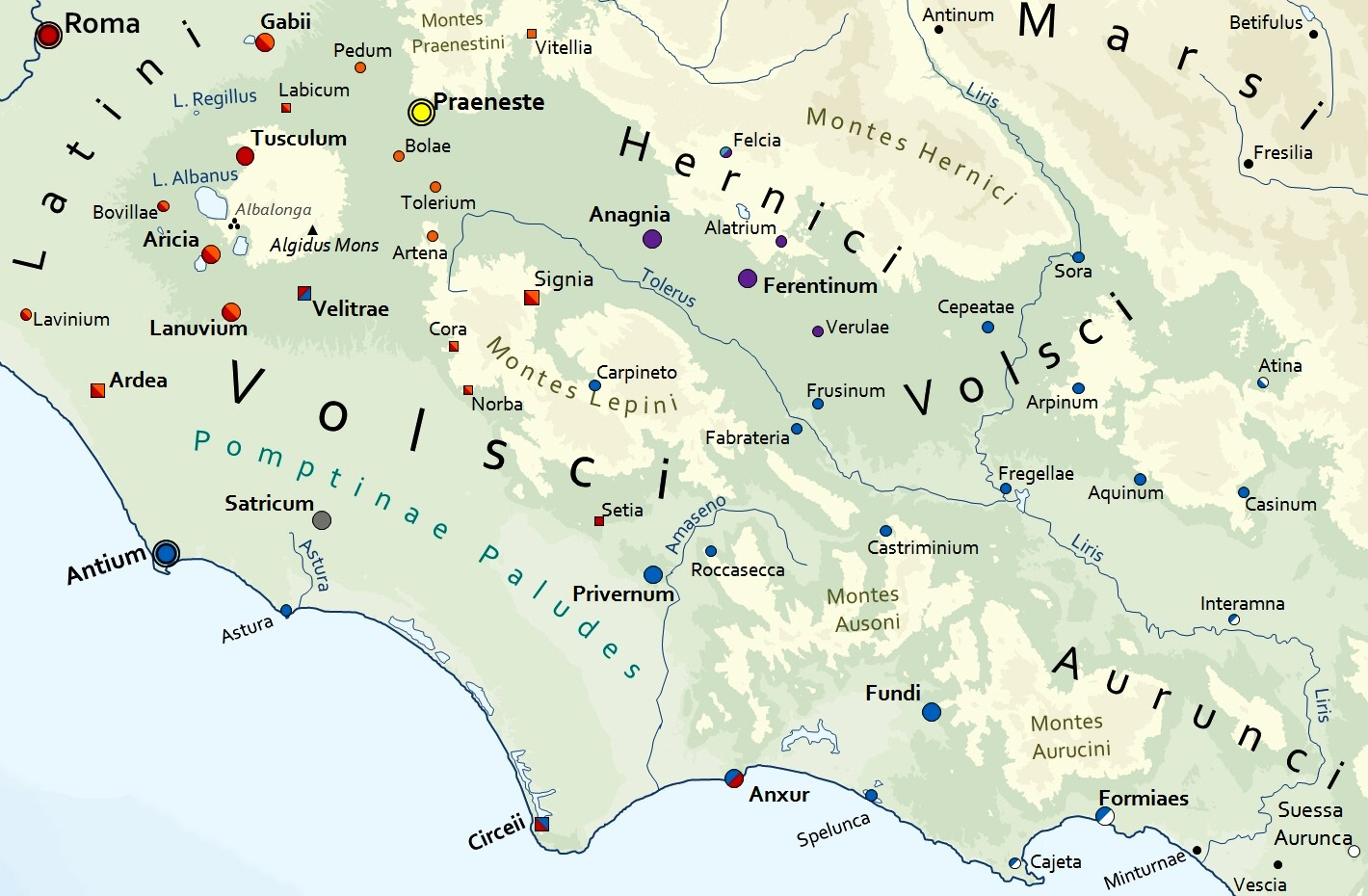
Zones de peuplement des Aurunces, des Volsques et des Latins au IVe siècle av. J.-C. Minturnae est en bas à droite.

La fondation de la ville remonte à l'ancien peuple italien des Aurunces  (en latin : Aurunci), vers le Ve ou IVe siècle av. J.-C. Aucun vestige d'une colonie pré-romaine n'ayant été trouvé jusqu'à présent, l'existence d'une telle colonie des Aurunces est controversée dans les recherches récentes. Peut-être la colonie pré-romaine ne se trouvait-elle pas dans la plaine de l'ancienne Minturnae, mais sur la colline du Minturno médiéval.

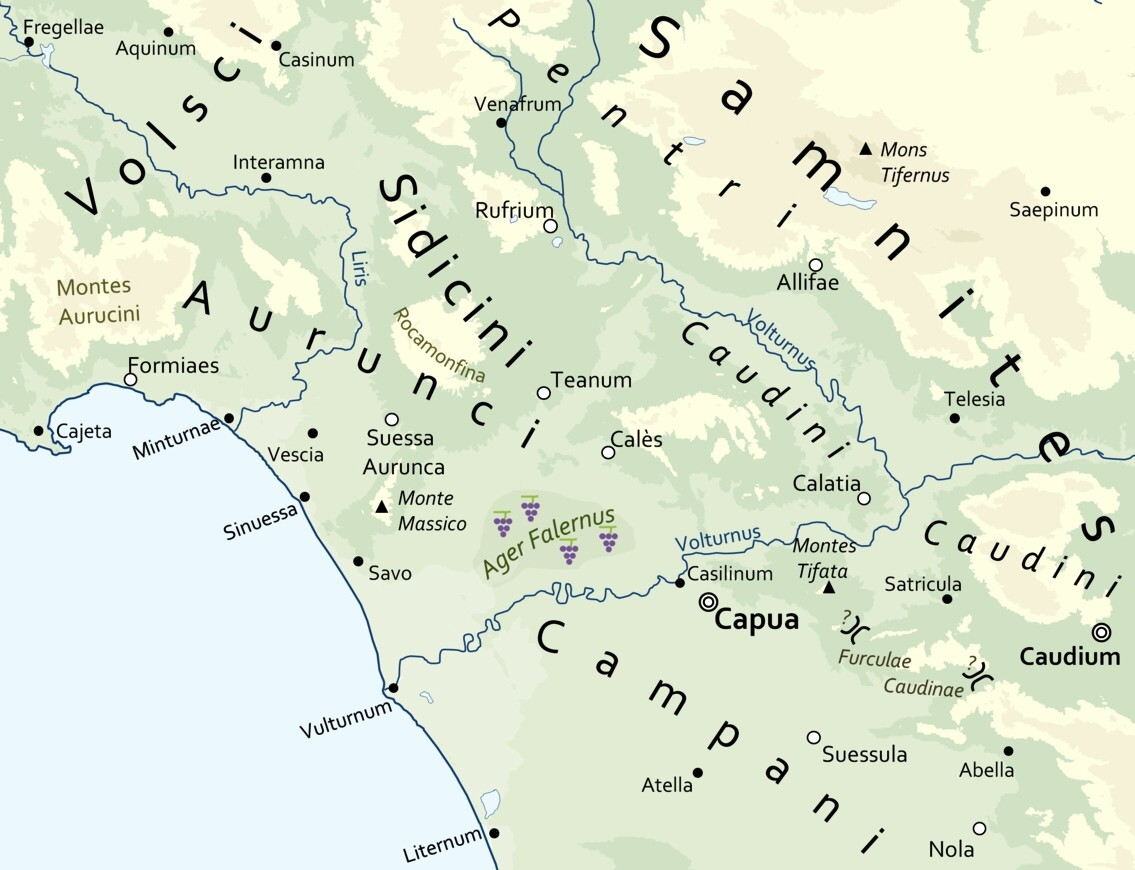
Zones de peuplement des Aurunces, Volsques, Campaniens, Sidicins et Samnites au IVe siècle av. J.-C. Minturnae est en haut à gauche.

Minturnae est mentionnée pour la première fois par des sources anciennes en relation avec les événements de la première guerre latine (340-338 av. J.-C.), au cours de laquelle les Romains et les Samnites durent se défendre contre une coalition des Latins, des Volsques, des Sidicins, des Aurunces et des Campaniens et remportèrent finalement la victoire. 
Après la défaite romaine de Lautulae lors de la Seconde Guerre Samnite (326-304 av. J.-C.), les Aurunces et les Campaniens se sont rebellés contre les Romains en 314 av. J.-C. Les Romains réprimèrent la rébellion de toutes leurs forces et détruisirent les trois colonies urbaines des Aurunces à Ausona, Vescia et Minturnae. En 313 av. J.-C., les Romains fondèrent sur le territoire des Aurunces la colonie de Suessa Aurunca et, entre 296 et 295 av. J.-C., les colonies de Sinuessa et Minturnae.

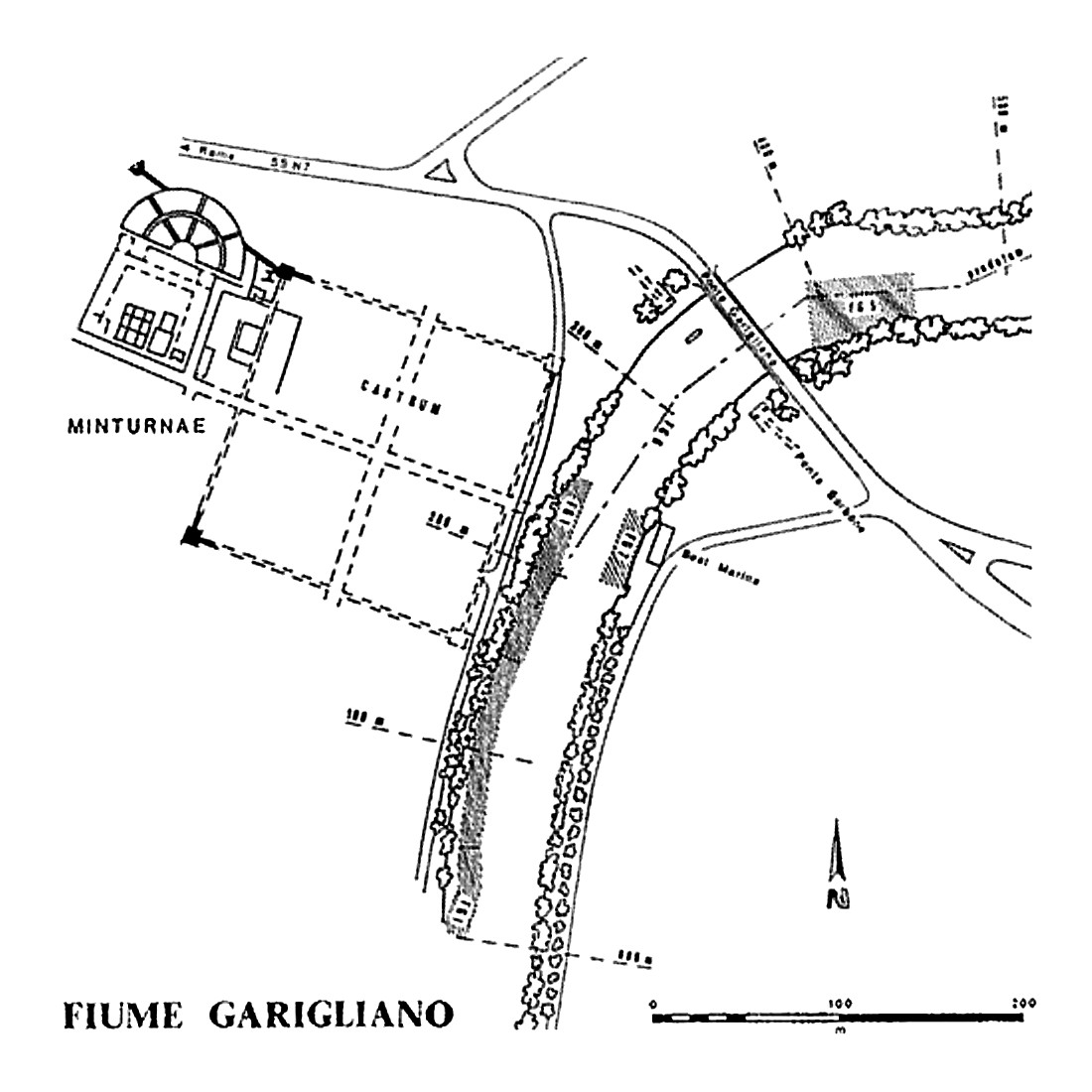
Castrum de Minturnae, sur la rive droite du Garigliano.

Le noyau d'origine de la colonie de Minturnae était constitué d'un petit camp militaire (castrum), avec des murs et quatre tours d'angle carrées, établi près du fleuve Garigliano appelé dans l'Antiquité Liris. La Via Appia, construite en 312 av. J.-C., traversait directement le castrum. Comme le montrent les découvertes archéologiques, un pont en bois traversait la rivière au niveau du castrum. Entre le IIIe et le IIe siècle av. J.-C., la colonie s'est considérablement développée à l'ouest du castrum. La nouvelle zone urbaine était bordée d'un mur en pierre de tuf, encore partiellement conservé du côté nord. Le centre de la nouvelle ville était un temple dédié à Jupiter, entouré sur trois côtés d'un portique à deux nefs, qui créait un espace trapézoïdal bordant la Via Appia par le nord. Cette place est aujourd'hui connue sous le nom de Forum républicain, même si à cette époque le Forum s'étendait déjà vers le sud, le long de la Via Appia.
Lors de la deuxième guerre punique en 207 av. J.-C., Rome a appelé les habitants de Minturnae et d'autres colonies romaines à apporter leur contribution militaire en raison de l'arrivée imminente d'Hasdrubal en Italie. La même année, le temple de Jupiter et le bois sacré de la déesse Marica furent frappés par la foudre, ce que les Romains interprétaient comme un « prodige », un signe divin. Marica était une divinité italique vénérée dans un sanctuaire près de l'embouchure du fleuve Garigliano depuis le VIe siècle, comme en témoignent de nombreuses petites sculptures et autres ex-voto. En -191, la foudre frappa à nouveau le temple de Jupiter et les tabernae autour du forum.
Au cours du IIe siècle av. J.-C., la colonie connaît un développement économique remarquable, notamment grâce à sa situation géographique favorable. La ville était située à l'embouchure d'un fleuve et possédait un arrière-pays richement boisé dont l'exploitation était facilitée par le fleuve navigable. Minturnae était à la fois une ville portuaire ouverte au grand trafic maritime et un centre commercial pour le mouvement des marchandises le long de la vallée du fleuve Garigliano jusqu'à Fregellae. Les fouilles archéologiques montrent la production de nombreux récipients de transport, tels que des amphores, et une activité animée de construction navale. Minturnae fournissait au monde méditerranéen le vin cultivé dans les environs et constituait un marché important pour la nourriture, particulièrement le poisson, conservé localement par salage.
Le développement économique de Minturnae n'aurait pas été possible sans l'esclavage dans l'Empire romain, qui remonte au moins à la seconde moitié du IIe siècle av. J.-C., selon les sources littéraires et épigraphiques, parmi lesquelles se trouve un rapport contenant la nouvelle de la crucifixion de 450 esclaves à Minturnae et de 2 000 à Sinuessa après la révolte des esclaves en Sicile en 133 av. J.-C. Des indices importants sont également fournis par des inscriptions sur des tablettes trouvées sur le podium d'un temple. Cela comprend également des listes de personnes appartenant aux autorités municipales où, sur les quelque 330 personnes répertoriées, environ 80 % sont des esclaves.
En 88 av. J.-C., les habitants de la ville ont soutenu le général et homme d'État Marius dans sa fuite devant Sylla. Son évasion l'a conduit de l'Italie vers l'Afrique du Nord. Marius avait apparemment une clientèle dans la ville, comme le suggère la présence d'un de ses serviteurs sur une inscription. Entre 65 av. J.-C., un grand incendie semble avoir détruit le forum lors de la réorganisation de la ville au début de la période impériale. Le sinistre pourrait avoir été provoqué par la foudre. Il est également concevable que la ville ait été pillée et dévastée par Sextus Pompée entre 41 et 39 av. J.-C. À cette époque, Pompée menait une guerre de corsaire dans la mer Tyrrhénienne, après avoir été ostracisé par les interdictions des triumvirs Octave, Marc Antoine et Lépide. Pompée le Grand, père de Sextus Pompée, était depuis longtemps un rival et adversaire de Jules César, dont les triumvirs voulaient désormais venger la mort.
Après l'incendie, la ville a subi une transformation intensive, qui a atteint son apogée et une conclusion certaine sous l'empereur Auguste. Au Ier siècle av. J.-C., un nouveau forum doté d'un temple est construit à l'est du Forum républicain, à l'emplacement de l'ancien castrum. Plus tard, le portique et l'ancien temple de Jupiter dans l'ancien forum ont été rénovés et un nouveau temple est érigé, probablement dédié à Auguste. Finalement, un aqueduc, un théâtre et de grandes colonnades furent construits le long de la Via Appia. Le forum dit impérial a été monumentalisé avec de nombreux édifices publics comme une curie et une basilique.

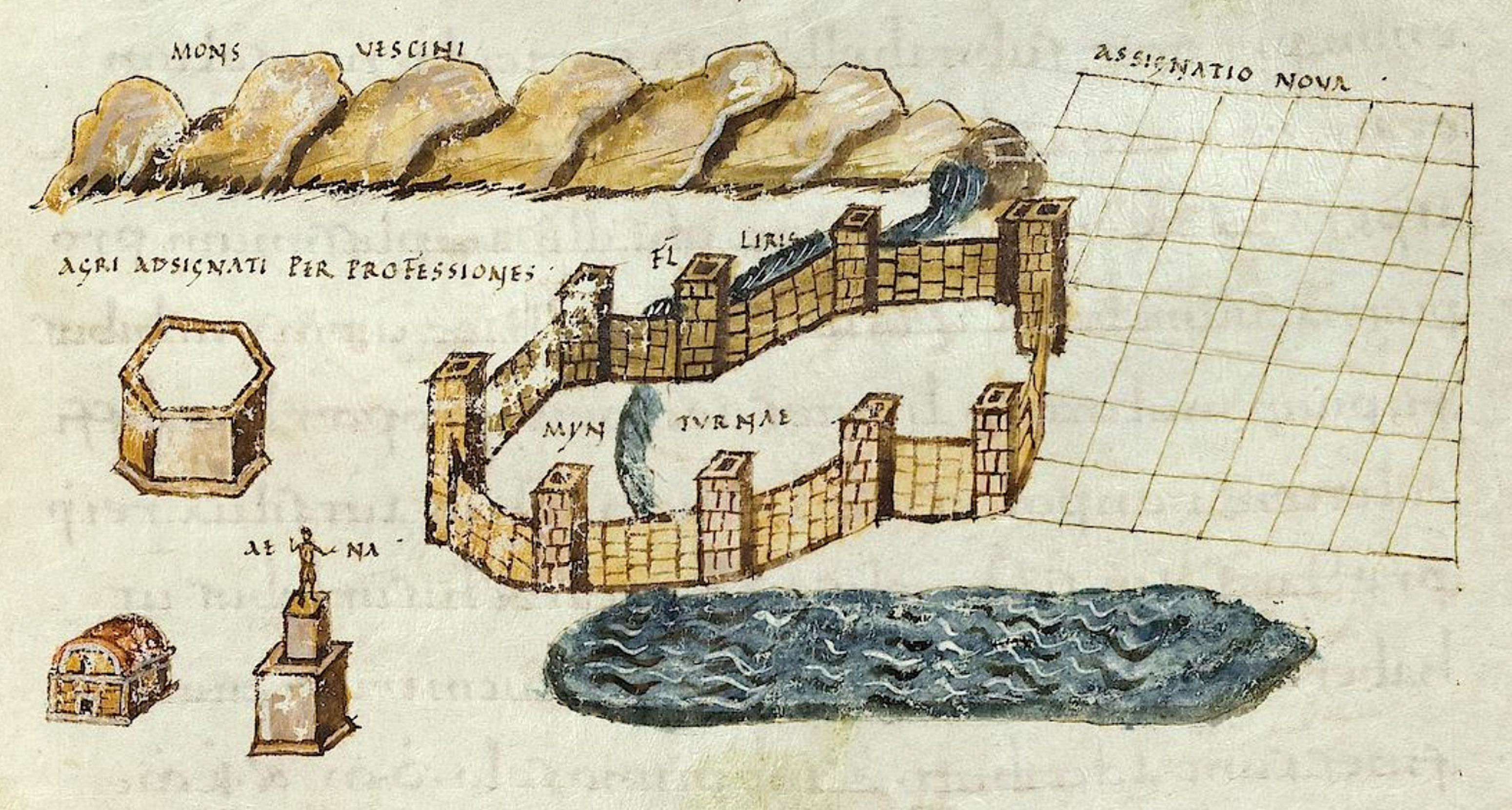
Vignette de Minturnae, dans le Codex Palatinus Latinus 1564.

Cette transformation était apparemment liée à une recolonisation de Minturnae par Auguste, où probablement d'anciens combattants furent installés. À cette fin, la zone située à l'ouest du développement précédent a dû apparemment être aménagée, comme le documente un passage d'Hyginus Gromaticus dans le Corpus agrimensorum Romanorum (de). La tradition de cet écrit dans le Codex Palatinus Latinus 1564 montre également que les champs à l'est du Garigliano ont probablement été redivisés comme lors d'un remembrement. À cette époque, la ville s'étendait largement sur les deux rives du Garigliano. Aucun autre événement n'a été enregistré à partir du Ier siècle apr. J.-C., sauf que sous le règne de l'empereur Vitellius, la ville s'est apparemment rangée du côté de l'usurpateur et plus tard de celui de l'empereur Vespasien.
Les activités de construction reprennent au IIe siècle apr. J.-C. La construction des thermes et du macellum, ainsi que la restructuration de divers bâtiments publics, dont la curie, la basilique et le théâtre, remontent à cette phase. La conception des sols de certaines maisons privées permet également de tirer des conclusions sur des travaux à l'époque d'Hadrien ou d'Antonin le Pieux. D'autres reconstructions ou restaurations remontent au VIe siècle apr. J.-C.
Bien que la propagation du christianisme à Minturnae ne se reflète pas sur le plan archéologique, la ville était un siège épiscopal à la fin du Ve siècle apr. J.-C. L'évêque Celius Rusticus fait partie des signataires du synode romain de 499 apr. J.-C., sous le pape Symmaque. Il doit donc y avoir eu une cathédrale à Minturnae dans la dernière décennie du Ve siècle, dont aucun vestige archéologique n'a encore été trouvé. Au VIe siècle apr. J.-C., la ville semble s'être lentement dépeuplée. La plaine, qui était déjà marécageuse dans les premiers temps, a pu le devenir davantage, de sorte que le danger du paludisme pour la population s'était accru. En 590 apr. J.-C., le pape Grégoire le Grand fut finalement contraint de dissoudre le diocèse de Minturnae et d'incorporer la région au diocèse de Formia. Vers 600 apr. J.-C., Minturnae fut probablement détruite par les Sarrasins. La population s'est finalement retirée sur la colline du Traetto médiéval ou du Minturno moderne.

## Archéologie

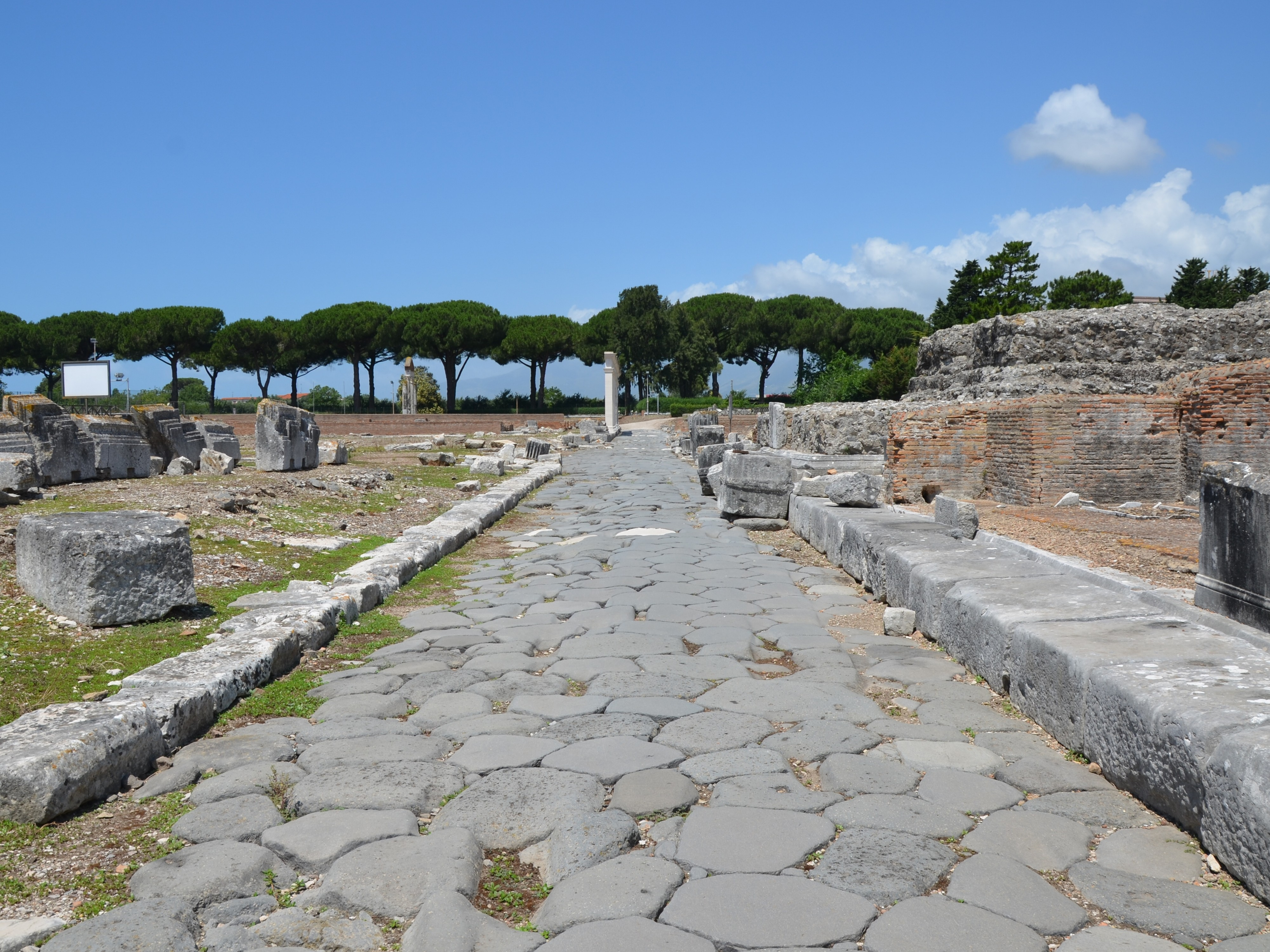
Via Appia et ancien forum.

Les fouilles systématiques entreprises dès les années 1930 sous la direction de Jotham Johnson se sont poursuivies des années 1960 aux années 1980. Elles ont révélé les édifices les plus importants du centre-ville romain.  Dans les années 2000, des recherches archéologiques ont été menées dans la zone du castrum le long de la Via Appia.
| Image externe |                                                                                             |
|               | Plan du site archéologique de Minturnae (les numéros, dans le texte, se réfèrent à ce plan) |

### Castrum
Les vestiges du castrum (1), qui constitue le noyau le plus ancien de l'habitat, ont été découverts à l'est du théâtre et à l'extrémité sud du chantier de fouilles. L'anneau mural autour du castrum est constitué d'une maçonnerie polygonale. Sur la base de la technologie des murs, les fouilleurs ont supposé qu'il devait s'agir d'un mur datant d'une colonie préromaine.  Cette datation s’est avérée plus tard être une erreur. Peu de temps après la construction de la première fortification, un autre mur (2) a été construit, attaché à l'une des tours d'angle du castrum, constitué de blocs réguliers et entourant la plus grande partie de la colonie. La Via Appia (3), en tant qu'axe principal ouest-est de la ville (decumanus), traversait le castrum et le futur forum républicain (4).

### Forum républicain

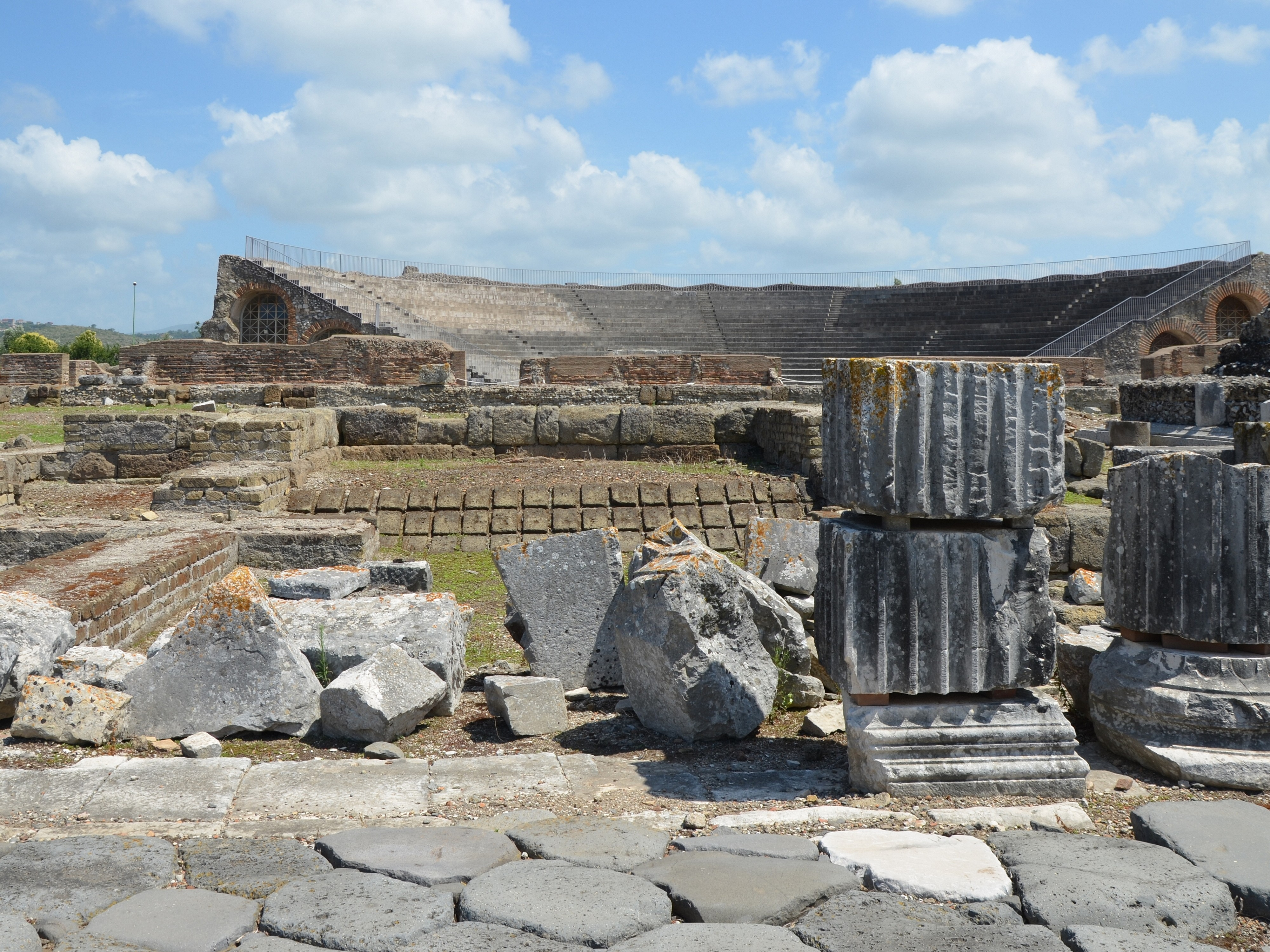
Capitolium du forum républicain ; au fond, le théâtre.

La partie nord du forum a été entièrement fouillée. Le forum était entouré sur trois côtés d'un portique à deux rangées de colonnes, élevé sur un podium.  Des vestiges des colonnes en tuf et de la décoration en terre cuite du portique ont été retrouvés. Vers la Via Appia, les extrémités de la salle hypostyle formaient des façades décoratives fermées. Le temple de Jupiter (5), dont les fondations sont encore conservées, fut probablement conçu selon l'ordre toscan. Il possédait trois salles de culte (Cellae) pour la Triade Capitoline  : Jupiter, Junon et Minerve.  C'est pourquoi il est également appelé Capitole. Le petit temple A (6) est nettement plus récent : il date du début de la période impériale. Auguste et Rome y étaient peut-être vénérés. Sur le podium de ce temple se trouvent des pierres comportant des inscriptions des Ier et IIe siècles apr. J.-C.

### Forum impérial: portique, temple du divin Jules
À l'est de l'ancien forum, un autre forum (7) a été construit, qui se situe au-dessus des fondations des murs du castrum.  Sur la base de la technologie murale utilisée (Opus reticulatum), on peut conclure que le forum a été construit au début de la période impériale. Ici aussi, un portique à deux rangs entoure la place sur trois côtés. Au centre du forum se dressait un bâtiment connu sous le nom de Temple B (8).  La découverte d'une inscription près des fondations suggère que le temple était dédié à César divinisé (Divus Iulius). Un dépôt de fragments de céramique des IIIe et IIe siècles av. J.-C. a été découvert au forum. Les fragments proviennent d’ustensiles simples autant que d’objets plus raffinés. Ces récipients ont probablement été fabriqués à Minturnae.

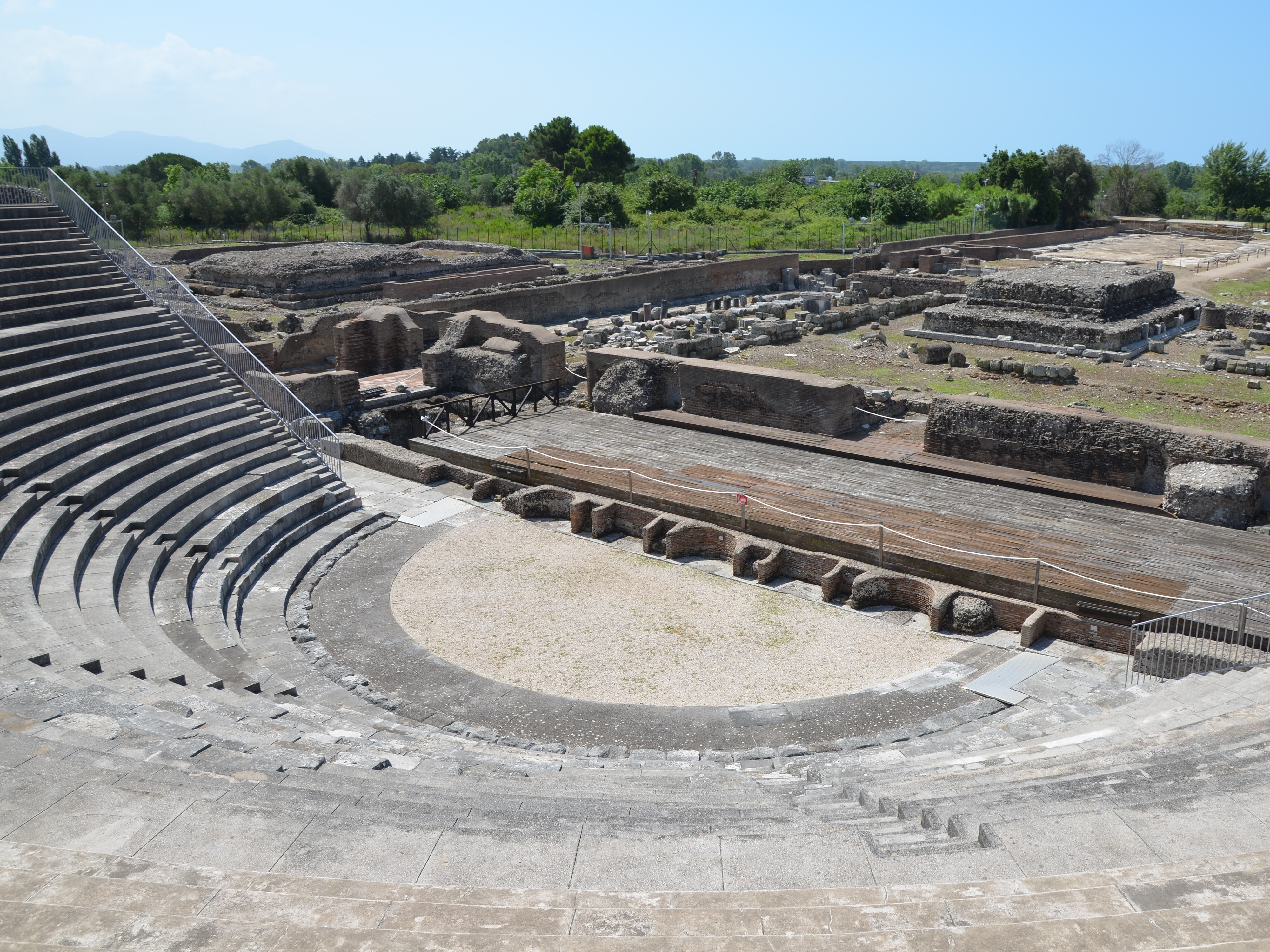
Vue du sud du théâtre vers les temples A et B.
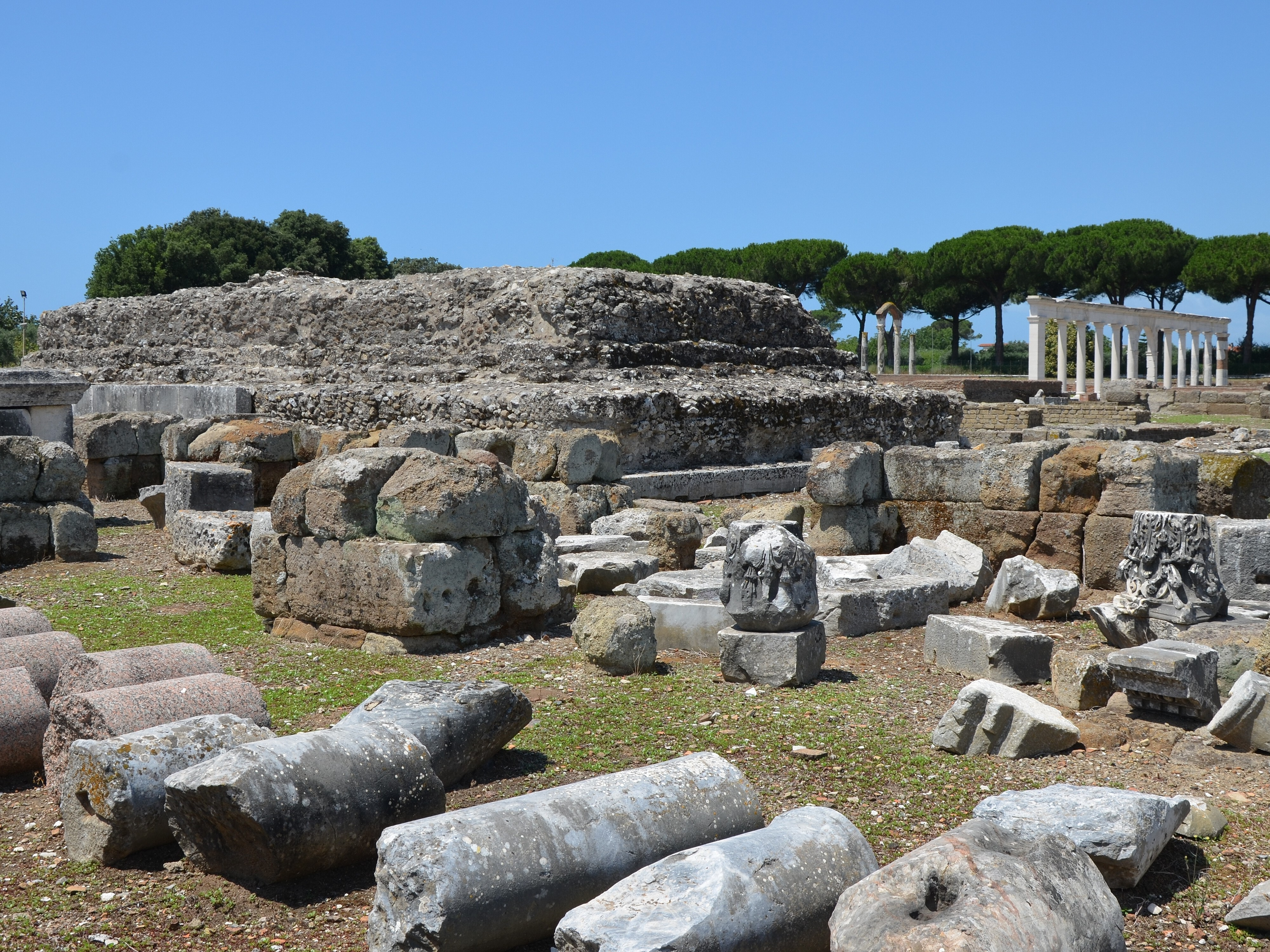
Temple A du forum républicain.
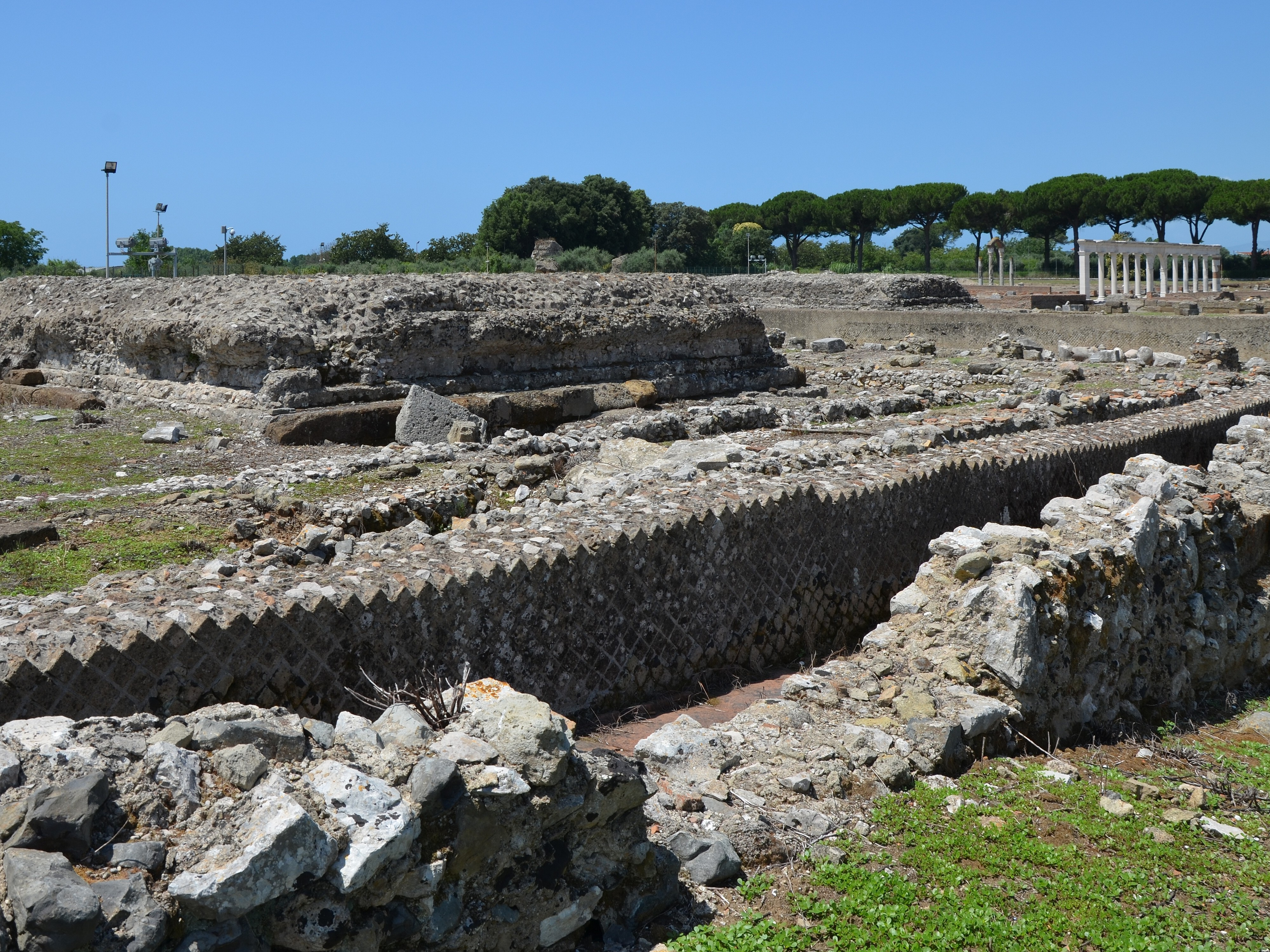
Temple B avec opus reticulatum au premier plan.

### Théâtre
Le théâtre (9) a également été construit au début de la période impériale. Selon des calculs récents, il pouvait accueillir environ 4 600 spectateurs. Les deux entrées principales étaient accessibles depuis deux rues qui partaient de la Via Appia, à l'ouest et à l'est du forum. Une partie de l'ancien mur d'enceinte de la ville a été construite pour le théâtre, qui était divisé en trois zones habituelles : la scène (scaena), la zone de danse (orchestra) et les gradins (cavea). La façade de la scène a été reconstruite au milieu de la période impériale, ce qui a nécessité le déplacement du portique nord vers le forum.
Le théâtre est désormais utilisé pour des comédies, des opéras et des concerts en tout genre. Dans les salles situées sous la cavea se trouve un musée (antiquarium) qui abrite des statues, des sculptures, des ex-voto, des inscriptions, des monnaies et d'autres objets.

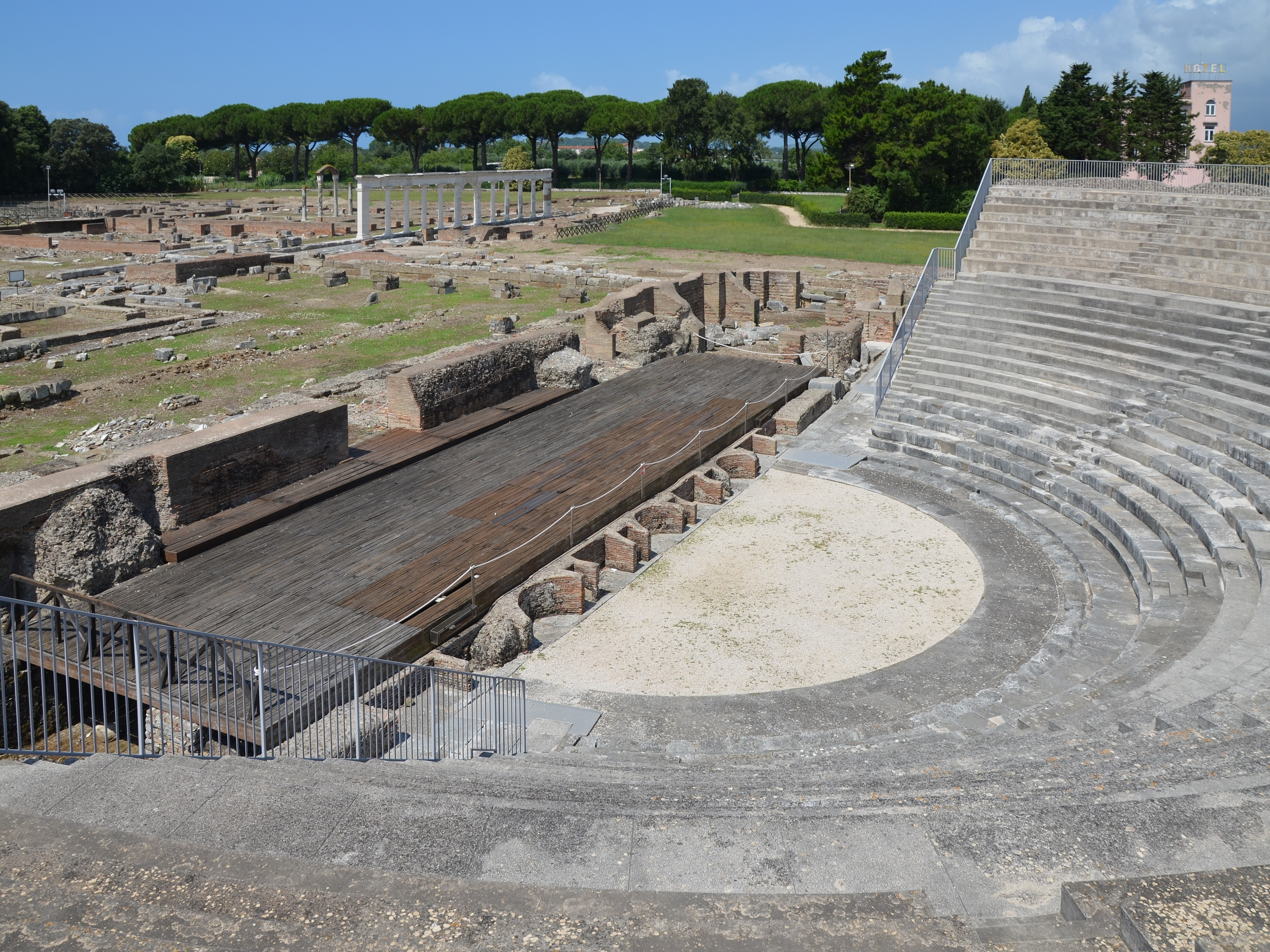
Vue de l'ouest du théâtre vers le forum républicain.
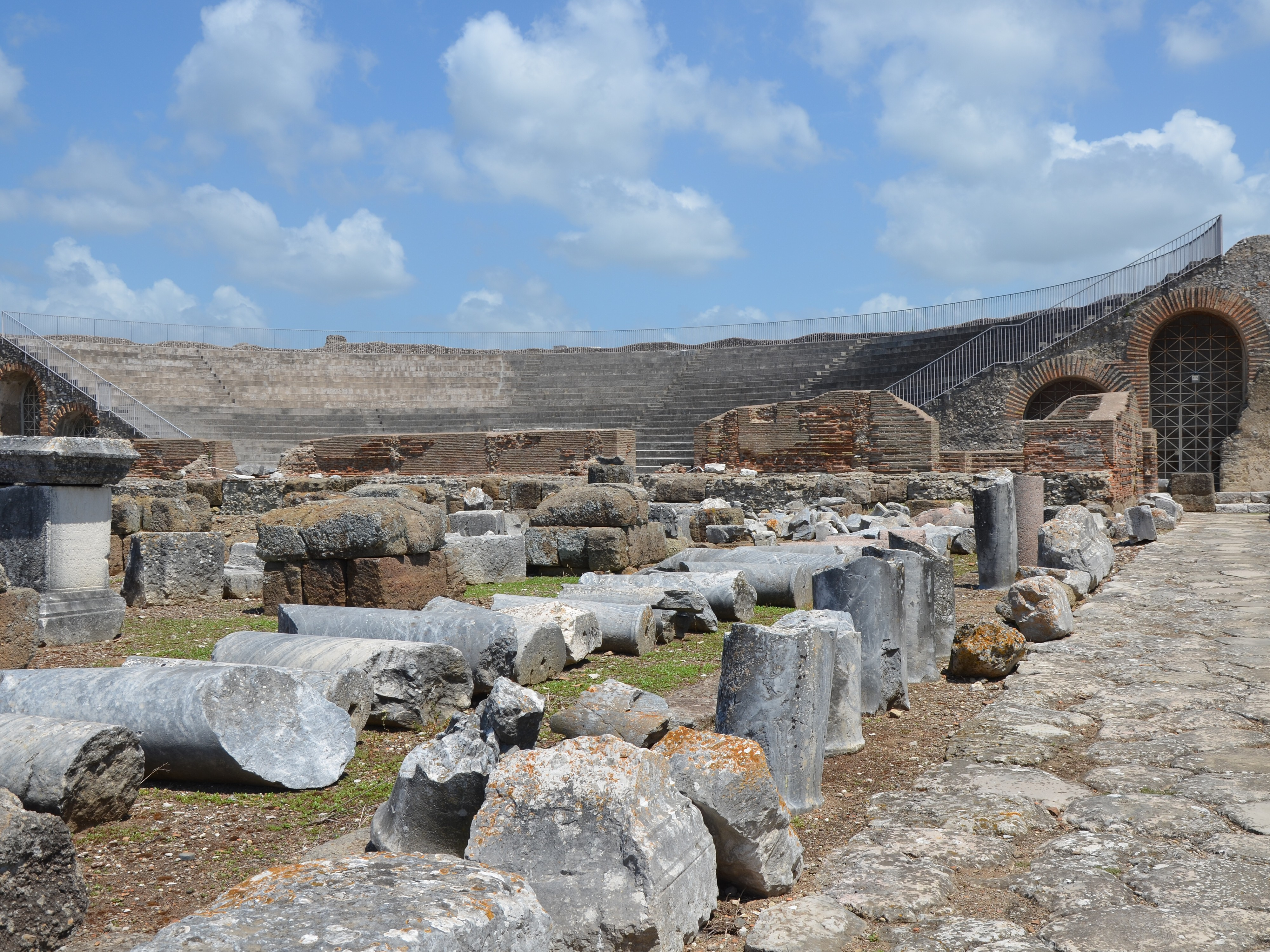
Théâtre et accès à l'antiquarium.
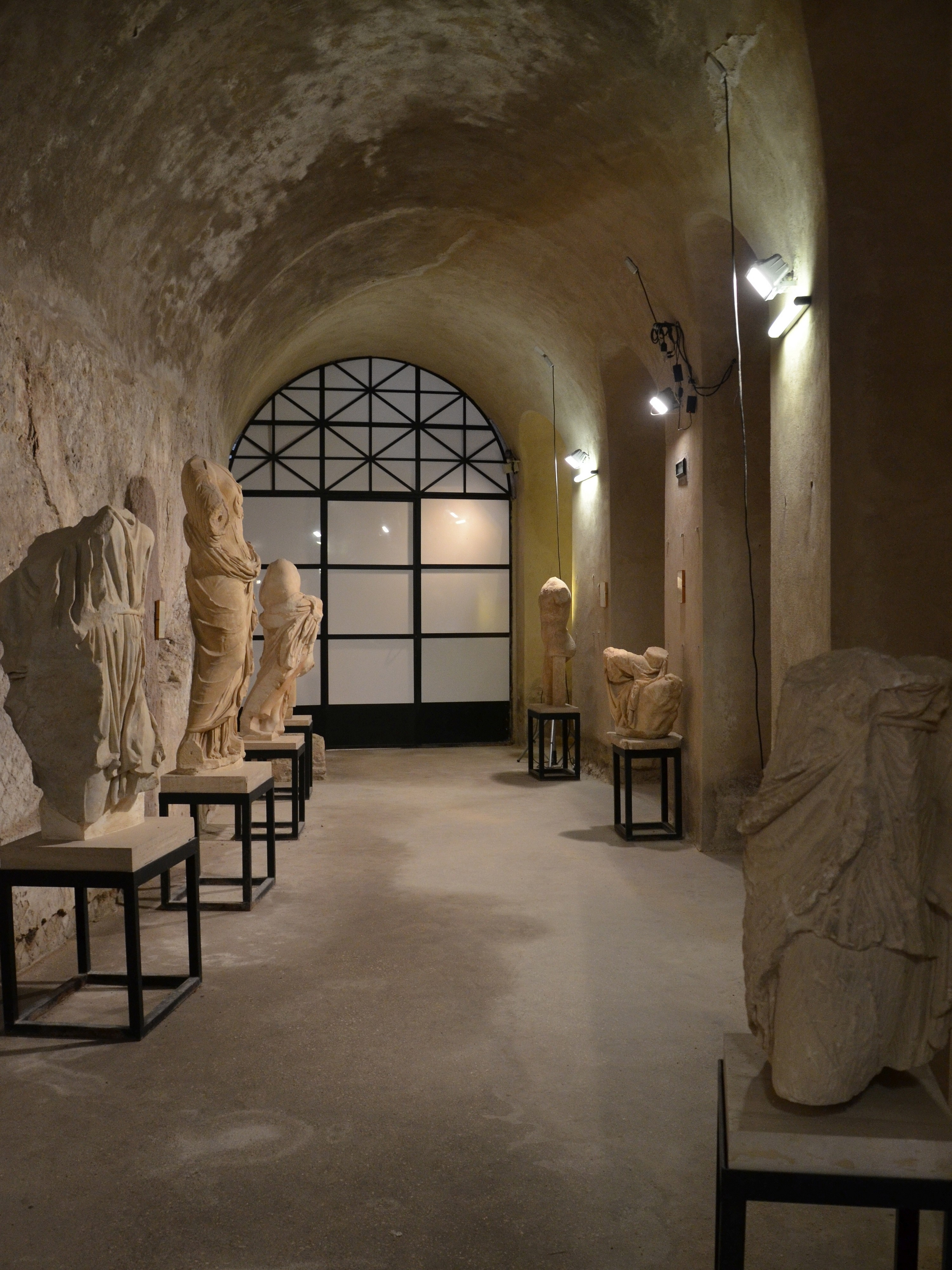
Antiquarium, sous la cavea du théâtre.

### Forum impérial: curie, basilique, latrines
Au-delà de la Via Appia se trouve la plus grande partie du forum, également connu sous le nom de forum impérial (10). On ne sait pas jusqu’où le forum s’étendait vers le sud durant la période républicaine. En tout cas, au début de la période impériale, une curie (11) et une basilique (12) furent construites sur le côté est, qui furent remaniées au milieu du IIe siècle apr. J.-C. Des latrines publiques (13) et un autre temple (14) ont été fouillés à l'angle sud-est du forum impérial. Ce temple, probablement construit à la fin du Ier siècle apr. J.-C., reposait sur un podium et comportait trois cellae.

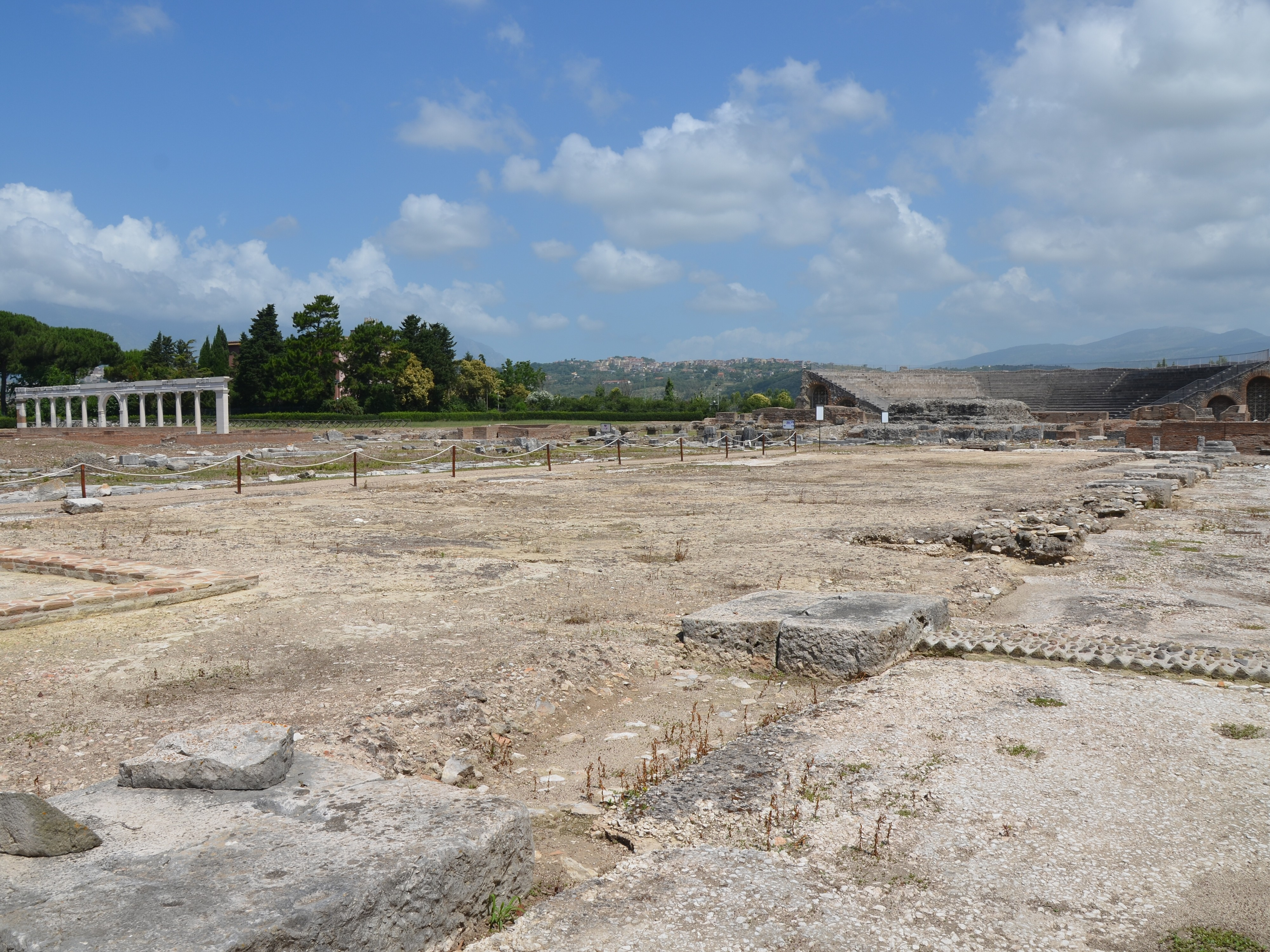
Vue du nord sur le forum impérial, depuis la basilique.
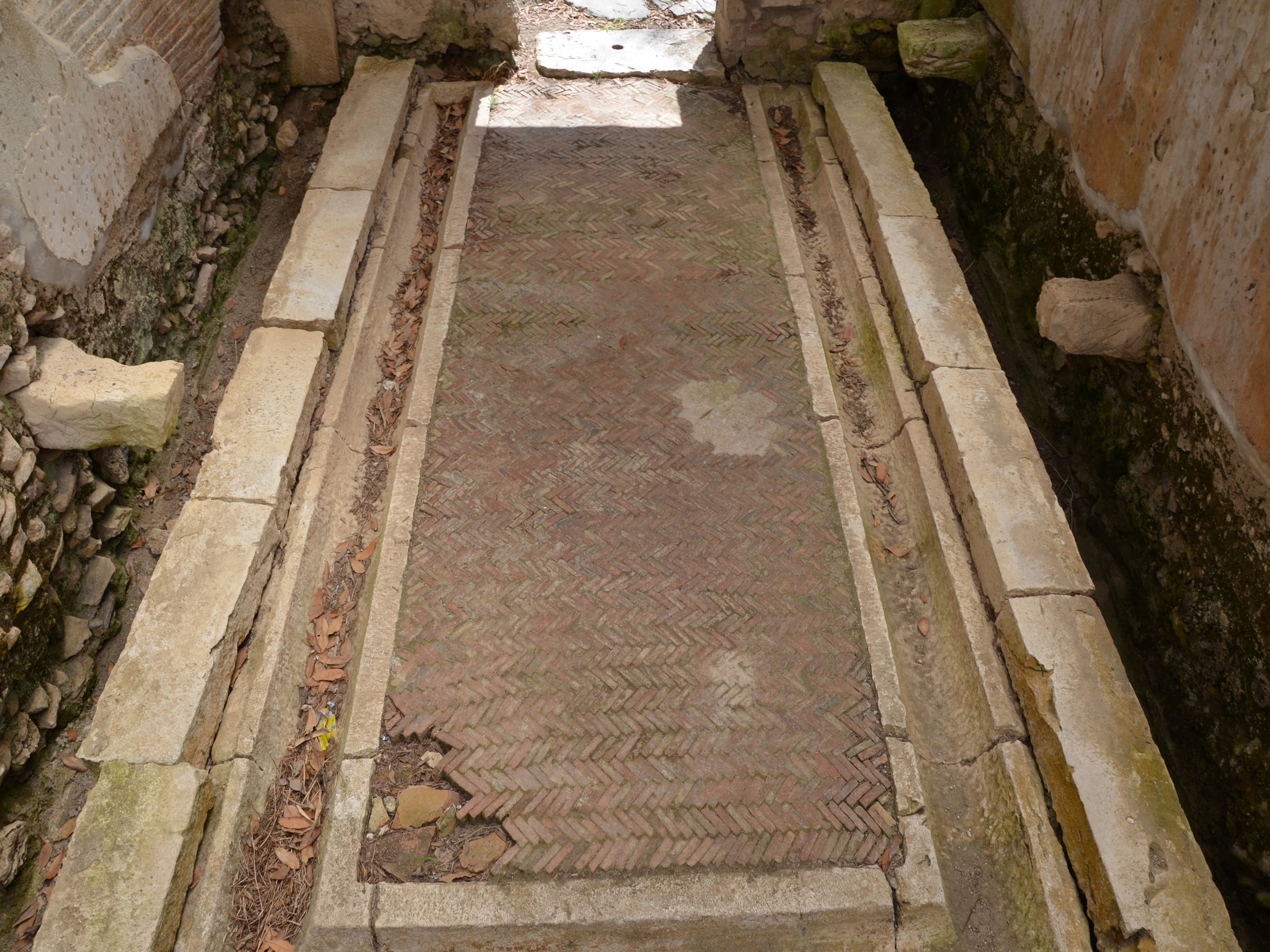
Latrines publiques.
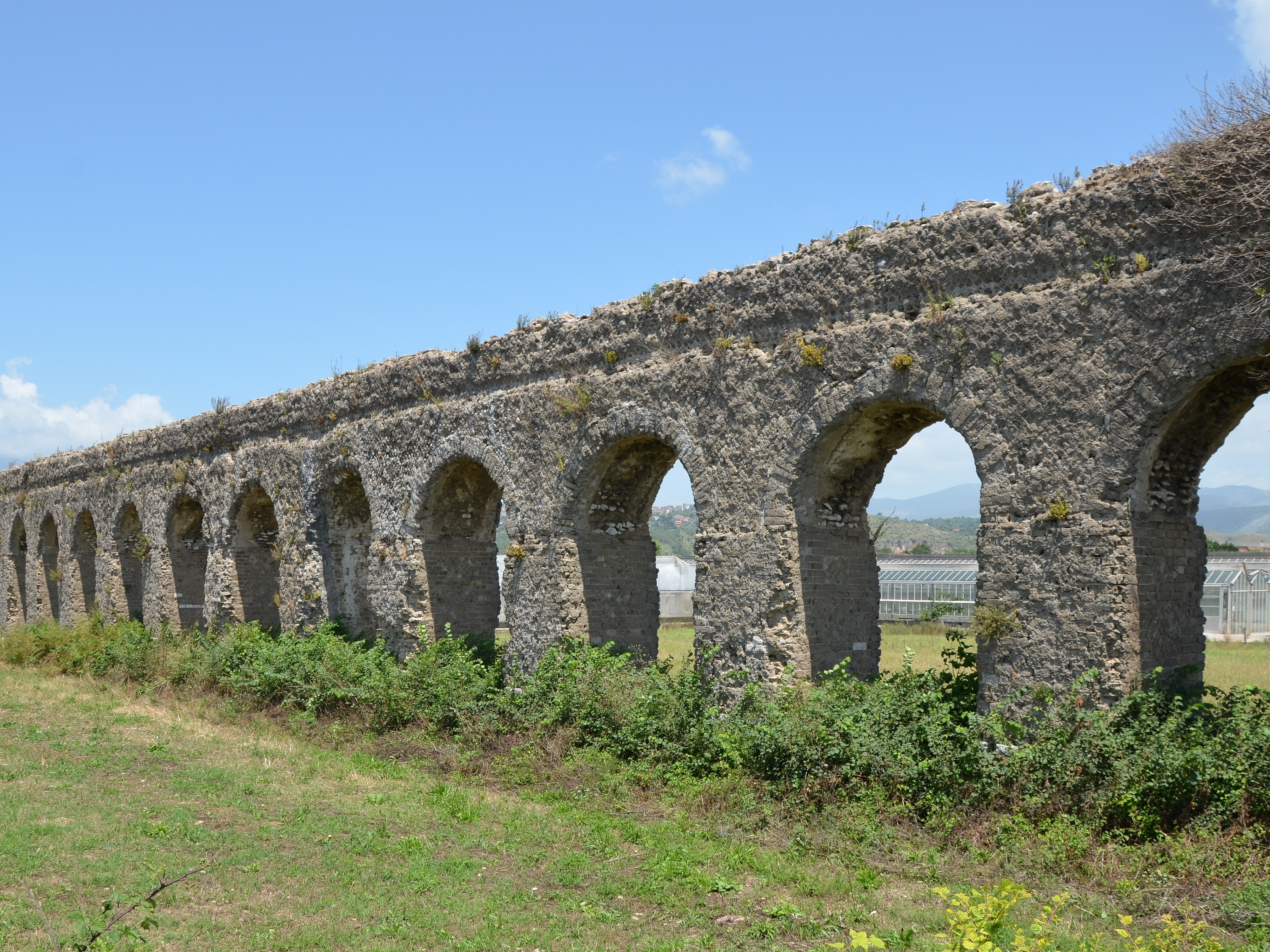
Aqueduc.

### Macellum
À l’ouest s’étend un grand ensemble immobilier séparé du forum impérial par une rangée de boutiques et un autre bâtiment. Le complexe se divise en deux grandes parties. La partie nord du bâtiment (15) est accessible depuis les colonnades de la Via Appia. L'entrée centrale mène à une cour intérieure entourée d'une colonnade avec des arcs. Ce bâtiment est probablement une halle de marché (macellum). La construction et la décoration indiquent qu'elle a été construite au IIe siècle apr. J.-C.

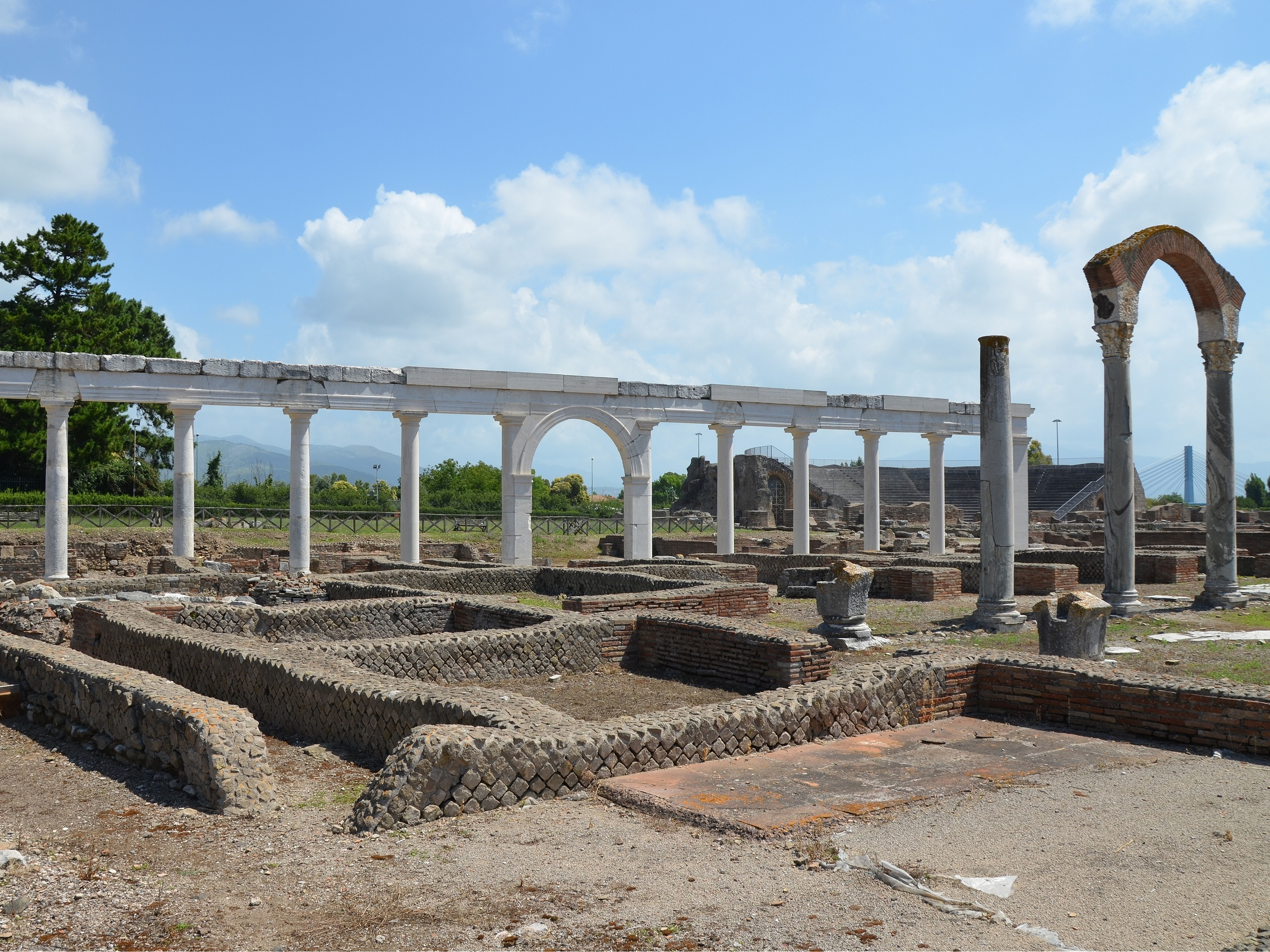
Macellum et son portique à colonnades.
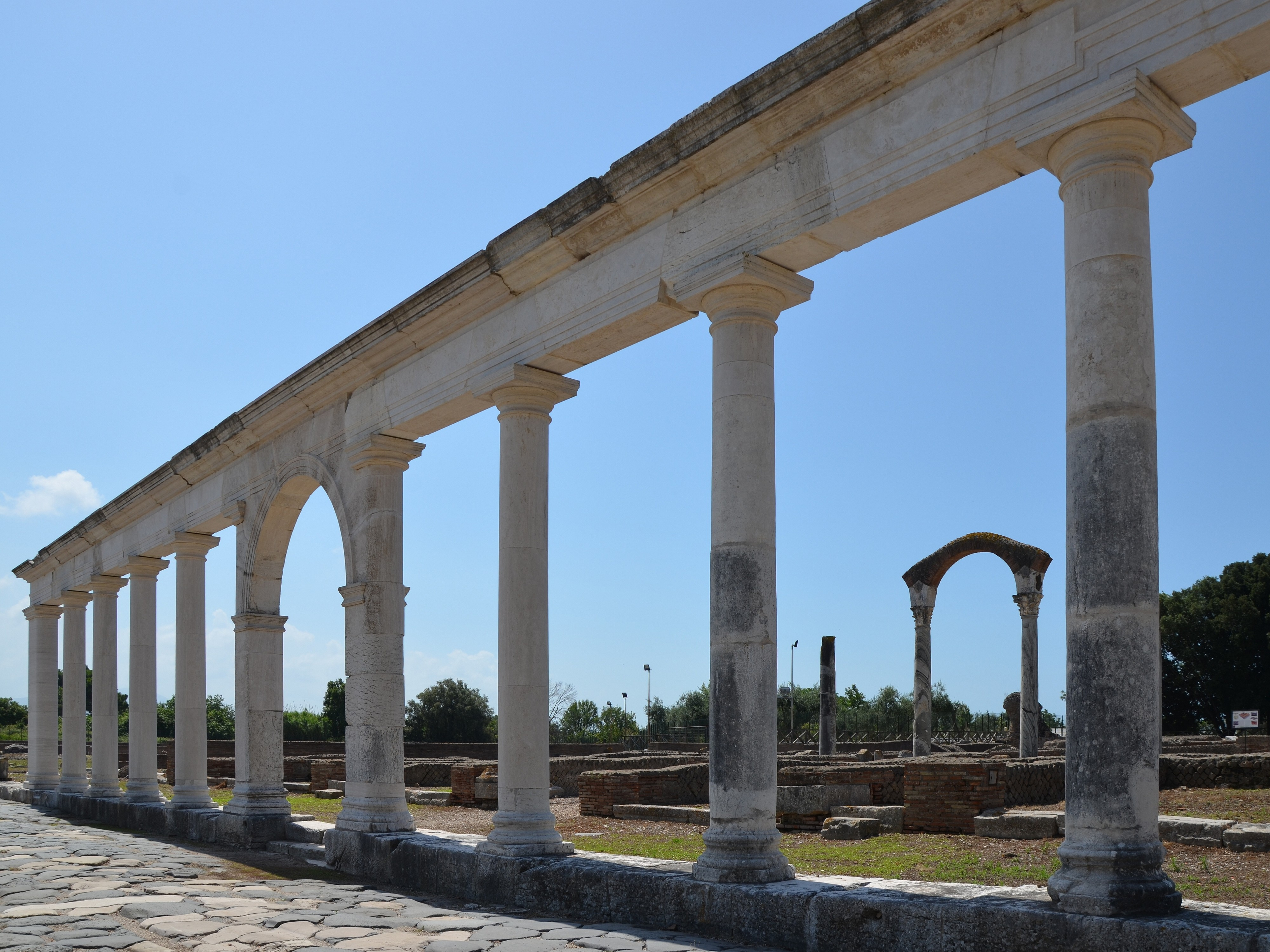
Colonnades avec accès au macellum.

### Thermes
Au sud se trouvent les thermes (16) avec les salles de bains correspondantes. Ce bâtiment semble provenir d'une phase de construction antérieure, car ses murs ne suivent pas les lignes de la halle du marché. Dans trois pièces, on peut encore voir les pilettes en brique sur lesquelles reposait le revêtement de sol d'un chauffage par le sol (hypocauste). Il s'agit de salles d'eau chaude (caldarium et tepidarium) et peut-être d'une autre salle du même type. Une salle de refroidissement (frigidarium) est également visible. Une piscine extérieure (natatio) était caractérisée par des marches environnantes qui facilitaient l'accès. L'entrée principale des thermes se faisait probablement vers le forum impérial, mais l'accès via le macellum semble également avoir été possible.

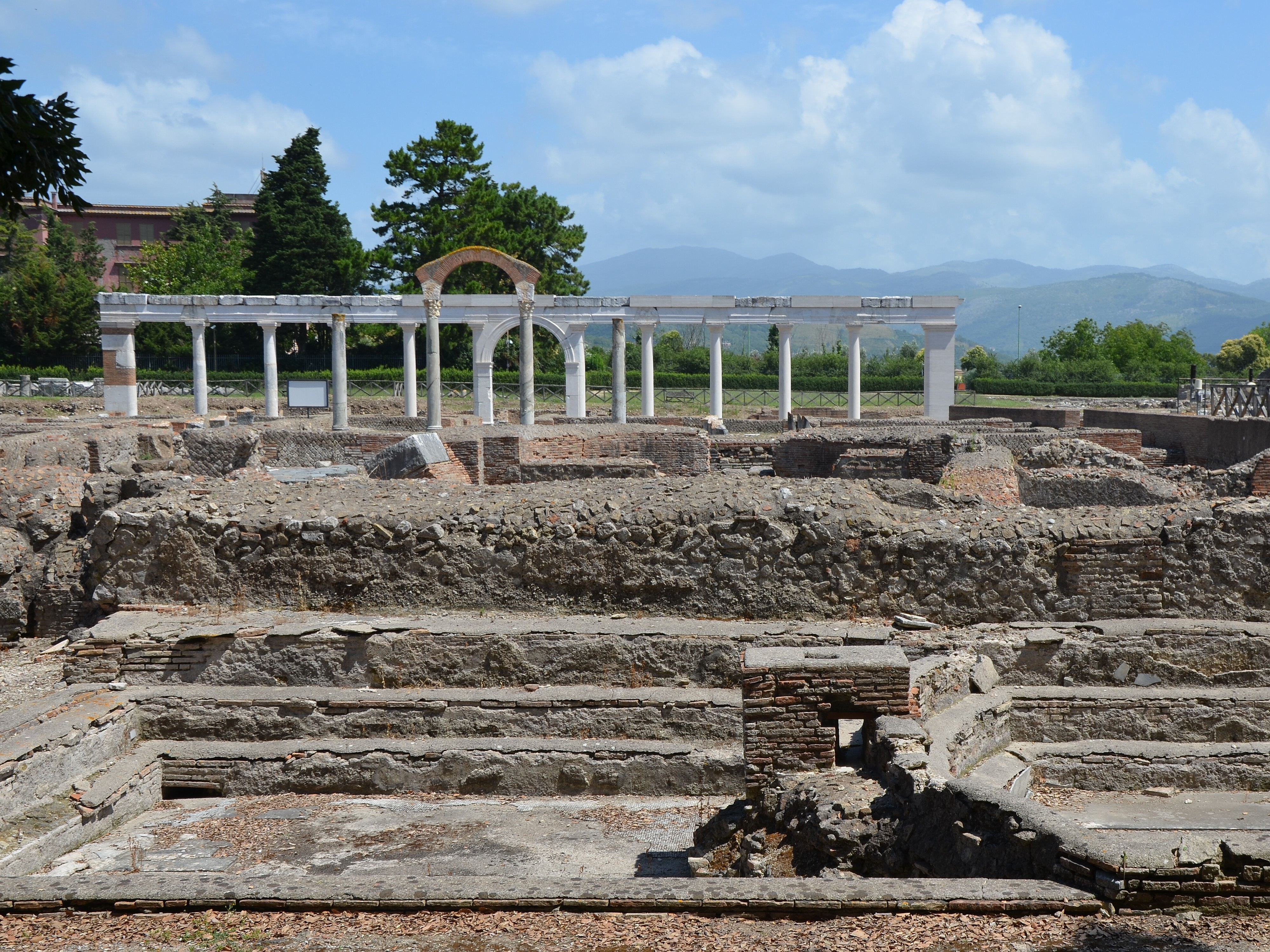
Natatio des thermes avec marches.
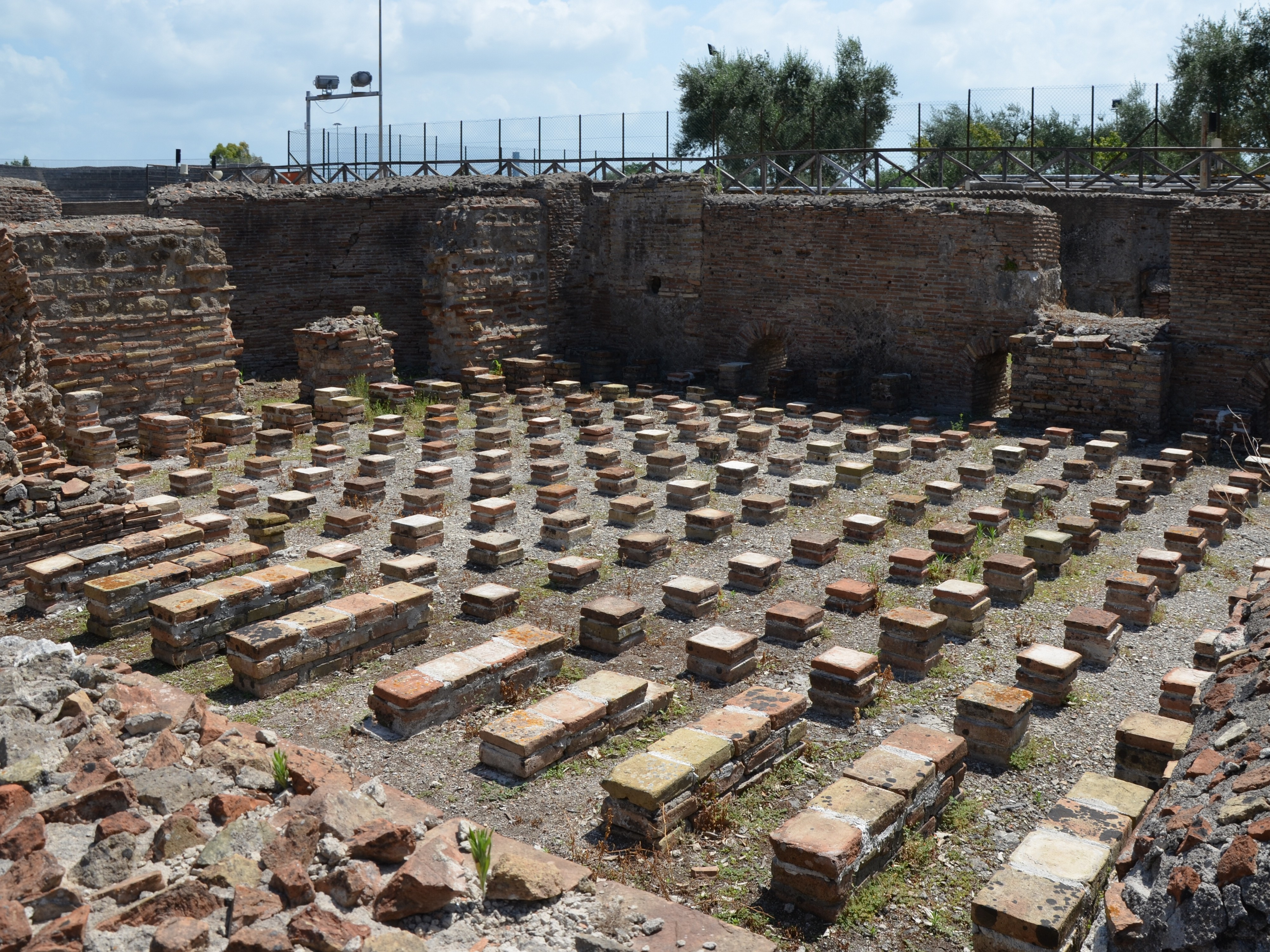
Hypocauste dans le tepidarium des thermes.